# U-S-A!
"U-S-A!"는 미국의 약칭을 외치는 응원 구호로, 미국인의 자긍심을 표현하는 데 널리 사용된다. 이는 종종 정치 집회와 스포츠 행사, 독립기념일 (미국)과 같은 명절 행사, 그리고 미국 내외의 재미교포와 관광객 사이에서 다른 커뮤니티 행사에서 사용된다. 1918년 펜실베이니아주 레버넌의 베슬리헴 스틸 공장에서 처음 기록된 이 구호는 강력한 미국적 단결과 애국심의 표현이자 잠재적으로 맹목적인 애국심을 드러내는 것으로도 인식되는 등 다양한 반응을 받아왔다.

## 스포츠
베를린에서 개최된 1936년 하계 올림픽을 기록한 영화 올림피아: 민족의 축제는 1,500m 경기 결승과 멀리뛰기에서 이 구호가 사용되는 장면을 담고 있다. 이 구호는 뮌헨에서 개최된 1972년 하계 올림픽의 미국과 소련 간 농구 토너먼트 결승에서도 기록되었다. 1979년 10월, 부다페스트에서 헝가리와 미국 남자 대표팀이 축구 경기를 할 때 이 구호가 사용되었다.
이 구호는 1980년 동계 올림픽 아이스하키 토너먼트에서 널리 알려졌다. 미국이 체코슬로바키아를 7-3으로 이긴 두 번째 경기에서, 미국이 세계 최고의 팀 중 하나를 상대로 결정적인 승리를 거두자 관중들은 미국 아이스하키팀을 응원하기 위해 "U-S-A! U-S-A!"를 외치기 시작했다. 이 구호는 남은 경기에서도 고정적으로 사용되었고, 미국이 강력한 우승 후보였던 소련 프로팀을 꺾은 "빙판 위의 기적"으로 알려진 경기 이후 전국적인 관심을 받게 되었으며, 이후 핀란드를 꺾고 금메달을 획득했다.

## 프로레슬링
프로레슬링에서 "핵쏘" 짐 더건은 경기 중 응원 구호를 외치고 관중들이 자신을 따라 외치도록 유도하는 것으로 유명했다. 이 구호는 또한 브렛 하트와 같이 미국을 싫어하는 캐릭터를 조롱하기 위해 팬들에 의해 사용되기도 했다. 브렛 하트는 미국에서 사랑받았지만 악명 높은 1997년 스토리라인에서 미국에 등을 돌렸고, 불가리아 태생의 알렉산더 루세프는 러시아 출신으로 묘사되어 2014년에서 2015년 내내 블라디미르 푸틴 대통령과 러시아에 충성을 맹세하며 매니저 라나와 함께 미국을 비난했으며, 케빈 오언스는 레슬매니아 33에서 크리스 제리코를 꺾고 WWE 유나이티드 스테이츠 챔피언십을 차지한 이후 몬트리올 근처의 작은 마을 출신임에도 불구하고 자신을 "미국의 얼굴"이라고 선언하며 캐나다를 선호하여 미국을 끊임없이 비난했다. 그는 또한 때때로 모국어인 프랑스어를 사용하여 프로모에서 더 큰 악역 히트를 유도하기도 했다. 이 구호는 또한 상대방의 국적에 관계없이 헐크 호건과 같은 친미 기믹을 가진 레슬러를 응원하는 데 사용되기도 했다.

## 정치
1969년 5월, 체코슬로바키아의 플젠에서 제2차 세계 대전 말기 미군과 폴란드군에 의한 도시 해방을 기념하기 위해 사용되었다. 1984년 미국 대통령 선거 기간 동안, 이 구호는 당시 대통령이었던 로널드 레이건의 수많은 유세장에서 들렸으며, 위스콘신주 포트 워싱턴 방문을 포함하여 그의 대통령 재임 기간 내내 행사에서 들렸다.

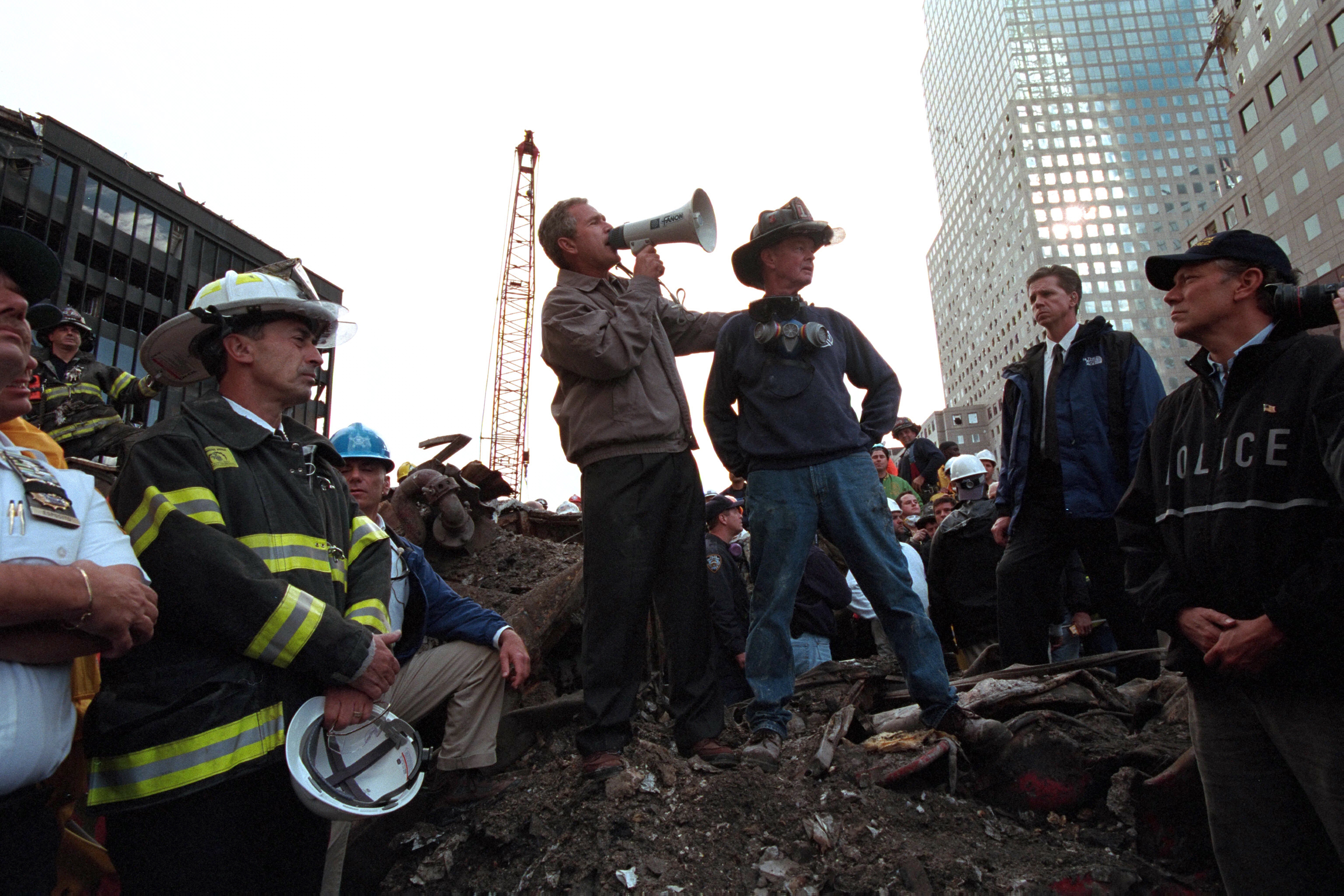
이 사진의 원본 캡션은 다음과 같았다: "2001년 9월 14일, 미국 땅에서 발생한 최악의 테러 공격 잔해 위에 서서 부시 대통령은 전국에서 정의를 요구하는 목소리가 들릴 것이라고 맹세한다. 대통령의 말에 응답하여 구조대원들은 환호하며 "U.S.A, U.S.A."를 외친다."

2001년 9·11 테러는 스포츠 행사에서 애국적인 의식 중 이 구호의 부활을 가져왔다. 이 구호는 2001년 공격 이후 주 동안 조지 W. 부시 미국 대통령이 세계 무역 센터 부지의 폐허를 방문했을 때도 들렸다. 2001년 월드 시리즈 중 시구식에서 스트라이크가 선언되자 관중들은 "U-S-A"를 외쳤다.

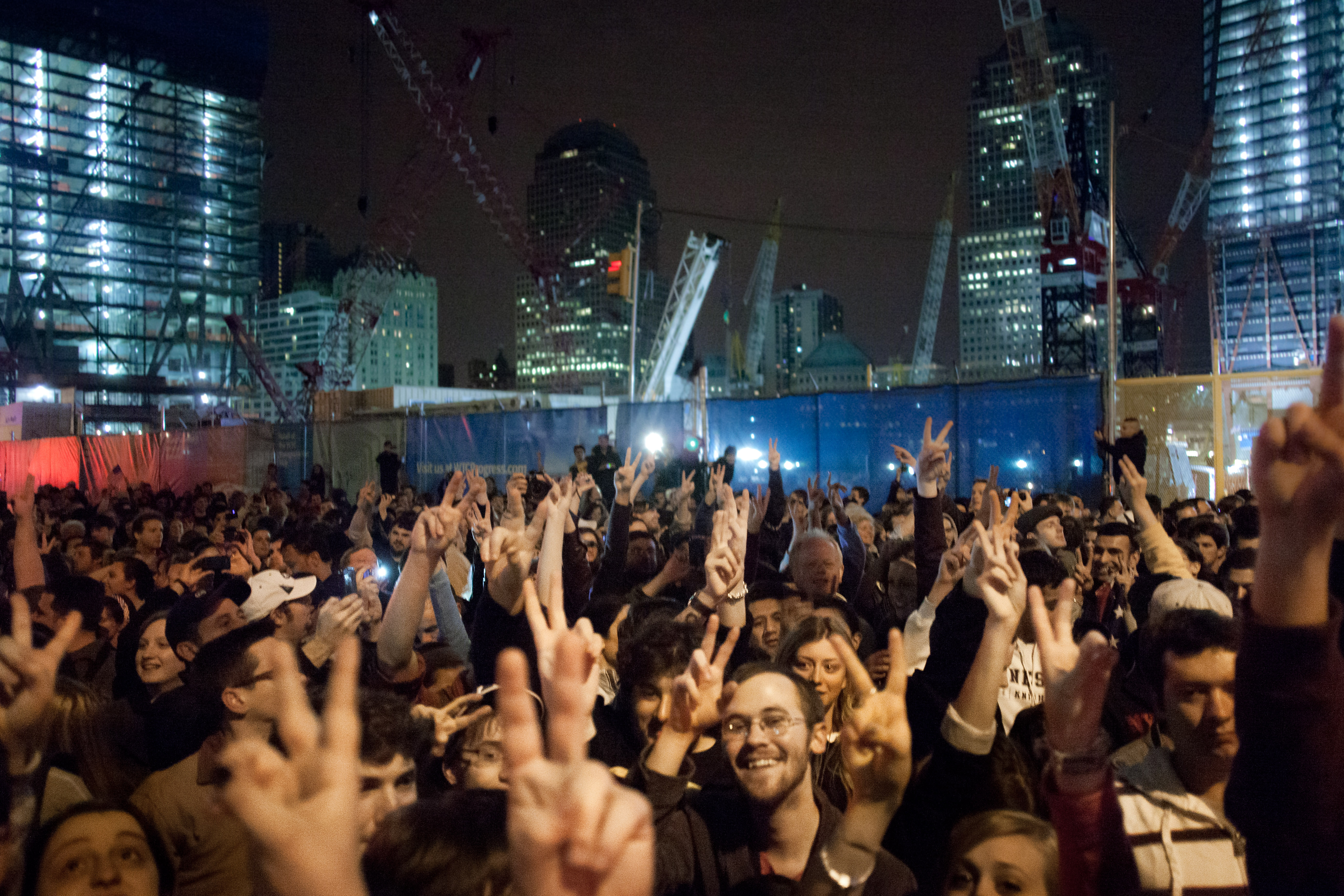
오사마 빈 라덴 사망 발표 후 그라운드 제로에 모인 축하 인파.

2011년 5월 1일 백악관 밖에 모인 군중들은 버락 오바마 대통령이 알카에다 공동 창립자 오사마 빈 라덴이 파키스탄에서 미군에 의해 사망했다고 발표한 후 "U-S-A!"를 외치는 소리가 들렸다. 발표 몇 분 전, 뉴욕의 타임스 스퀘어와 쌍둥이 빌딩이 위치했던 그라운드 제로에는 접시와 미국 국기를 든 군중이 모여 성공적인 작전을 축하하며 반복적으로 "U-S-A!"를 외쳤다. 이 구호는 그날 저녁 뉴스가 보도되는 동안 열린 유일한 MLB 야구 경기인 필라델피아 필리스와 뉴욕 메츠의 경기에서도 외쳐졌다. 같은 날 플로리다주 탬파에서 열린 2011년 WWE 익스트림 룰스 행사에서, 당시 WWE 챔피언이었던 존 시나가 오사마 빈 라덴의 사망을 발표하자 경기장은 "U-S-A" 구호로 가득 찼다.
이 구호는 의회의 공화당 관리들이 자주 사용하며, 특히 도널드 트럼프의 1기와 2기 재임 기간 동안 두드러졌다.

## 기타
"U-S-A" 구호는 맨체스터 유나이티드와의 경기에서 잉글랜드 축구 서포터들이 채택했는데, 맨체스터 유나이티드는 클럽이 막대한 부채에 시달리게 한 미국인 소유주들로 인해 팬들에게 인기가 없다. 상대팀 서포터들은 "U-S-A" 구호로 맨유 서포터들에게 이를 상기시킨다. 이는 스코틀랜드 왕립은행이 인수하기 전까지 리버풀도 마찬가지였다. 또한 에버턴의 팀 하워드와 첼시의 크리스천 풀리식과 같은 미국 선수들의 업적을 축하하기 위해 영국 서포터들이 비꼬지 않고 외치기도 한다.
스페이스X 직원들은 2015년 12월, 회사의 팰컨 9 1단계 부스터가 처음으로 착륙에 성공했을 때 "U-S-A"를 외치는 소리가 들렸다. 이 구호는 2016년 4월, 해상 바지선에서 궤도급 부스터를 회수하려는 첫 성공적인 시도 동안 다시 들렸다.
최초의 미국인 교황인 레오 14세 교황 즉위식 동안 성 베드로 광장에서 "U-S-A"와 "화이트삭스"를 외치는 소리가 들렸다.
이 구호는 미국 대중문화에서 자주 등장한다. 그러한 구호 중 하나는 치어스 에피소드 "A Fine French Whine"에서 우디 보이드가 여자들을 후리는 프랑스 시민의 추방을 축하하기 위해 이끌었다. 또한 제리 스프링거 쇼, 심슨 가족, 필라델피아는 언제나 맑음과 같은 다른 코미디 시리즈에서도 등장했으며, 여기서는 명백한 국가적 감정 없이 일반적인 축하 구호로 유머러스하게 사용되거나, 미국의 결함이나 잘못에 대한 맹목적인 애국적 지지를 풍자하기 위해 비꼬는 방식으로 사용된다.

## 같이 보기
- 아우시 아우시 아우시, 오이 오이 오이